# Kloster St. Trudpert

Klosteranlage St. Trudpert

St. Trudpert war ein Benediktinerkloster im Südschwarzwald, entstanden im beginnenden 9. Jahrhundert und 1806 säkularisiert. Heute ist das zur Gemeinde Münstertal/Schwarzwald im Landkreis Breisgau-Hochschwarzwald gehörende Kloster Ordenshaus der Kongregation der Schwestern vom heiligen Josef zu Saint Marc.

## Geschichte

### Benediktinerkloster bis zur Säkularisation
Das Kloster St. Trudpert geht mittelalterlicher Überlieferung zufolge auf den heiligen Trudpert, einen im Südschwarzwald missionierenden Iren und Märtyrer (erste Hälfte des 7. Jahrhunderts), zurück. Er errichtete im Münstertal im Südschwarzwald eine Einsiedelei, die wohl erst im (beginnenden?) 9. Jahrhundert zu einem Kloster umgestaltet wurde. Die Mönchsgemeinschaft ist spätestens um 900 von der oberelsässischen Adelsfamilie der Liutfride unterstützt worden, für 901 und kurz nach 965 sind Translationen von Trudpertreliquien bezeugt. Am 3. April 1144 nahm Papst Lucius II. das Kloster St. Trudpert in den Schutz des päpstlichen Stuhles und bestätigte dessen Freiheiten und Besitzungen. Wohl in dieser Zeit vorhandene eigenkirchliche Bindungen an das Straßburger Bistum spiegelten sich noch im 13. Jahrhundert in Patronatsrechten der Bischöfe wider. Kirchenreform und Investiturstreit scheinen in St. Trudpert keine Spuren hinterlassen zu haben, die Grundherrschaft dehnte sich hauptsächlich im Münstertal, im Breisgau, in der Ortenau und im Elsass aus, wobei im späten Mittelalter eine gewisse Besitzkonzentration eintrat und so das Kloster z. B. in Tunsel, am Ausgang des Münstertals, die Ortsherrschaft erlangte. Hinzu kamen als Kirchenbesitz die Pfarreien in Münstertal, Grunern, Krozingen, Tunsel, Laufen, Biengen u. a. Auch der im Hochmittelalter aufkommende Silberbergbau konnte von der geistlichen Gemeinschaft genutzt werden. Es entwickelte sich auf Grund des Bergbaus das Städtchen Münster unterhalb der Abtei, das 1346 zusammen mit der Burg Scharfenstein der Herren von Staufen von Freiburger Bewaffneten zerstört wurde und infolge dieses Angriffs und einer Bachüberschwemmung, die einen Teil dieses Städtchens mitriss, einging. Den wirtschaftlichen Niedergang in der zweiten Hälfte des 14. Jahrhunderts überwand das Kloster augenscheinlich unter Abt Paul I. (1435–1455). 1525 wurde St. Trudpert während des Bauernkrieges durch Plünderungen in Mitleidenschaft gezogen.

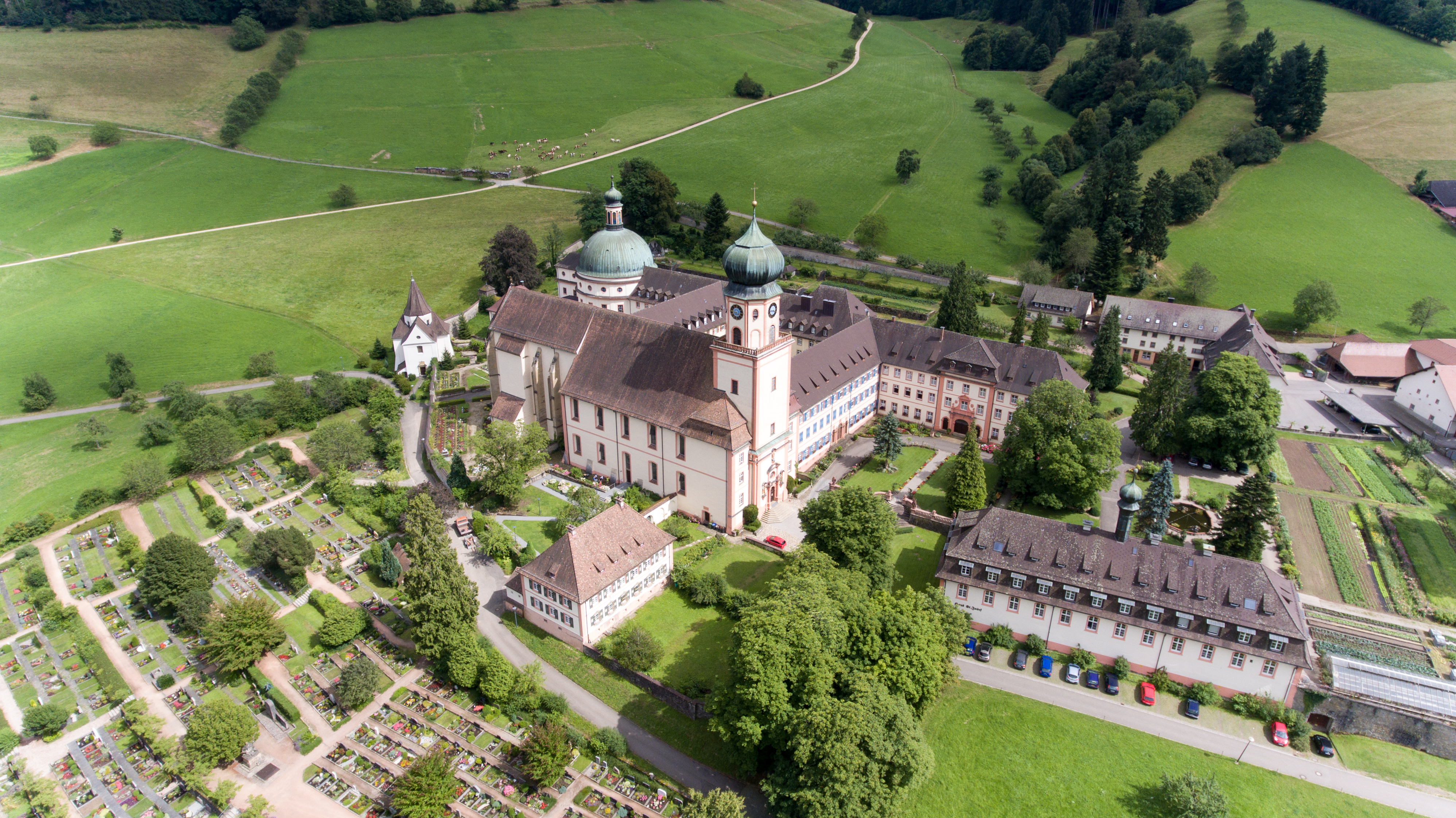
Luftaufnahme von St. Trudpert im August 2016

Zu unbekanntem Zeitpunkt gewannen die Herren von Staufen, Ministeriale der Herzöge von Zähringen, Vogtrechte über St. Trudpert. Klösterliche Urkundenfälschungen sind der Grund dafür, dass für die Staufener erst für 1218 ein zuverlässiger Urkundenbeleg vorliegt. Eine Obervogtei der Grafen von Habsburg ist für 1277 erstmals belegt, so dass die Herren von Staufen bis zu ihrem Aussterben (1602) als habsburgische Untervögte fungierten. Die habsburgische Obervogtei bedeutete auch, dass das Kloster Teil der vorderösterreichischen Landesherrschaft wurde und somit habsburgisches Prälatenkloster mit Landstandschaft und Sitz auf der Prälatenbank der Breisgauer Landständen. Als solches machte das Kloster die Säkularisation des Jahres 1806 mit und gelangte damals an das Großherzogtum Baden. Die Klosterkirche wurde zur Pfarrkirche St. Peter und Paul. Sie gehört heute zur katholischen Kirchengemeinde Staufen-St. Trudpert im Dekanat Breisach-Neuenburg der Erzdiözese Freiburg.

### Neuzeit

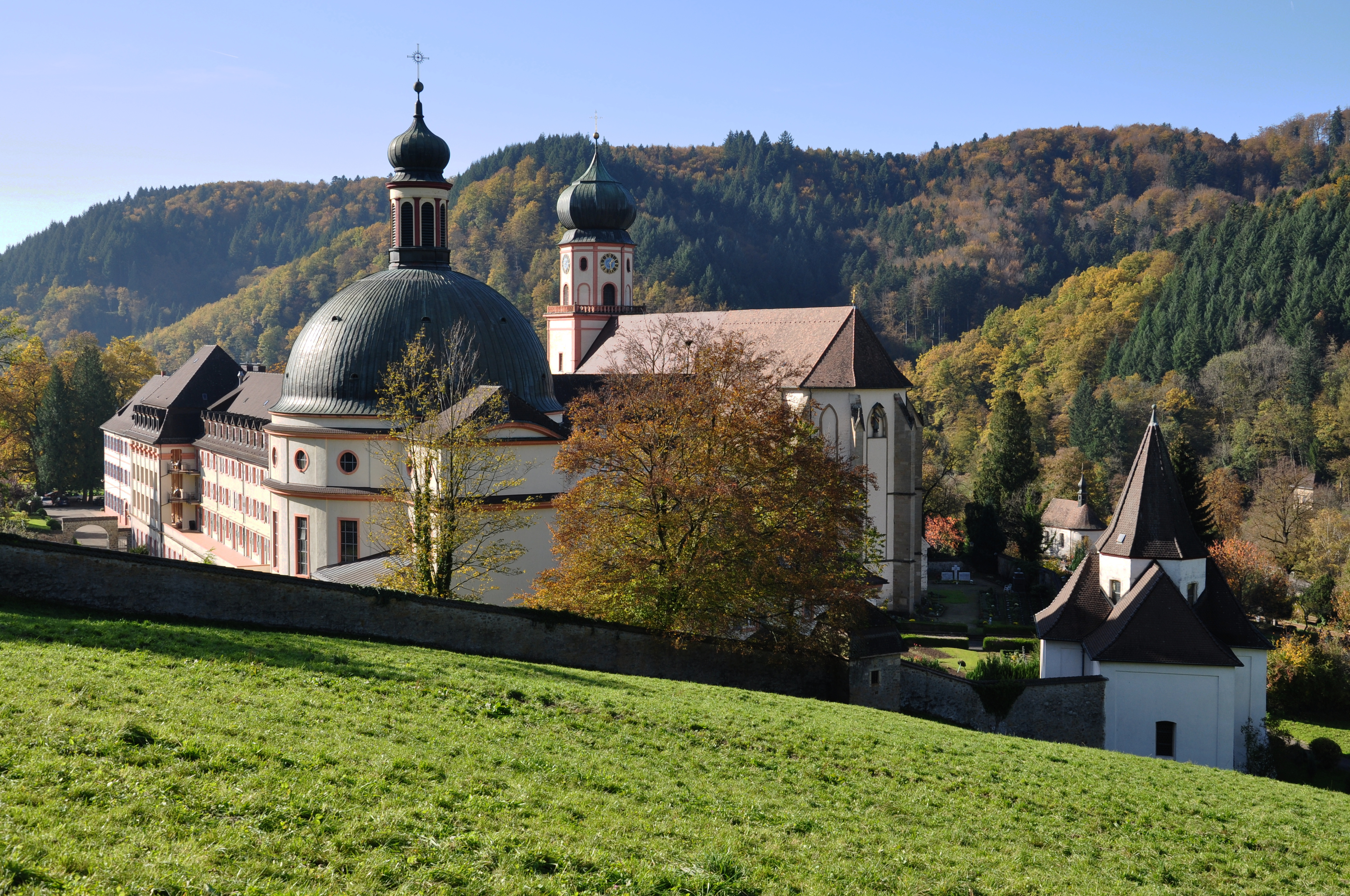
Neue (li.) und ehem. Klosterkirche (Mitte), Trudpertkapelle (re.), Markuskapelle auf dem Friedhof (re. hinten)

1918/1919 erwarben die Schwestern vom Heiligen Josef die Klosteranlage, von der nur noch Teile erhalten waren, und bezogen sie. Im Laufe der 1920er Jahre wurde die Anlage wieder auf etwa die Größe des 18. Jahrhunderts erweitert und mit dem Bau einer neuen Klosterkirche, einer kuppelbedeckten Rundkirche, begonnen. Wegen unverschuldeter finanzieller Probleme der Schwesternschaft konnte diese aber erst im Jahr 1965 fertiggestellt geweiht werden.
Die noch heute bestehende Kongregation der Schwestern vom Heiligen Josef zu Saint Marc ist einer der Gesellschafter der im Jahr 2000 gegründeten Regionalverbund kirchlicher Krankenhäuser gGmbH. Die Schwestern der Kongregation sind u. a. in der Heidelberger Klinik Sankt Elisabeth und in der REHA-Klinik St. Marien in Bad Bellingen tätig.
Am 17. August 1986 ging ein Gewitter mit hühnereigroßen Hagelkörnern über Münstertal nieder. Besonders das Kloster wurde schwer beschädigt. Die Dächer des Pfarrhauses und der Pfarrkirche waren ohne Ziegel und das Gewächshaus ein Trümmerhaufen. 300.000 Dachziegel mussten in kurzer Zeit beschafft werden. Die Behebung des Schadens in Millionenhöhe dauerte bis in die Jahre 1988/89.

## Bautätigkeit

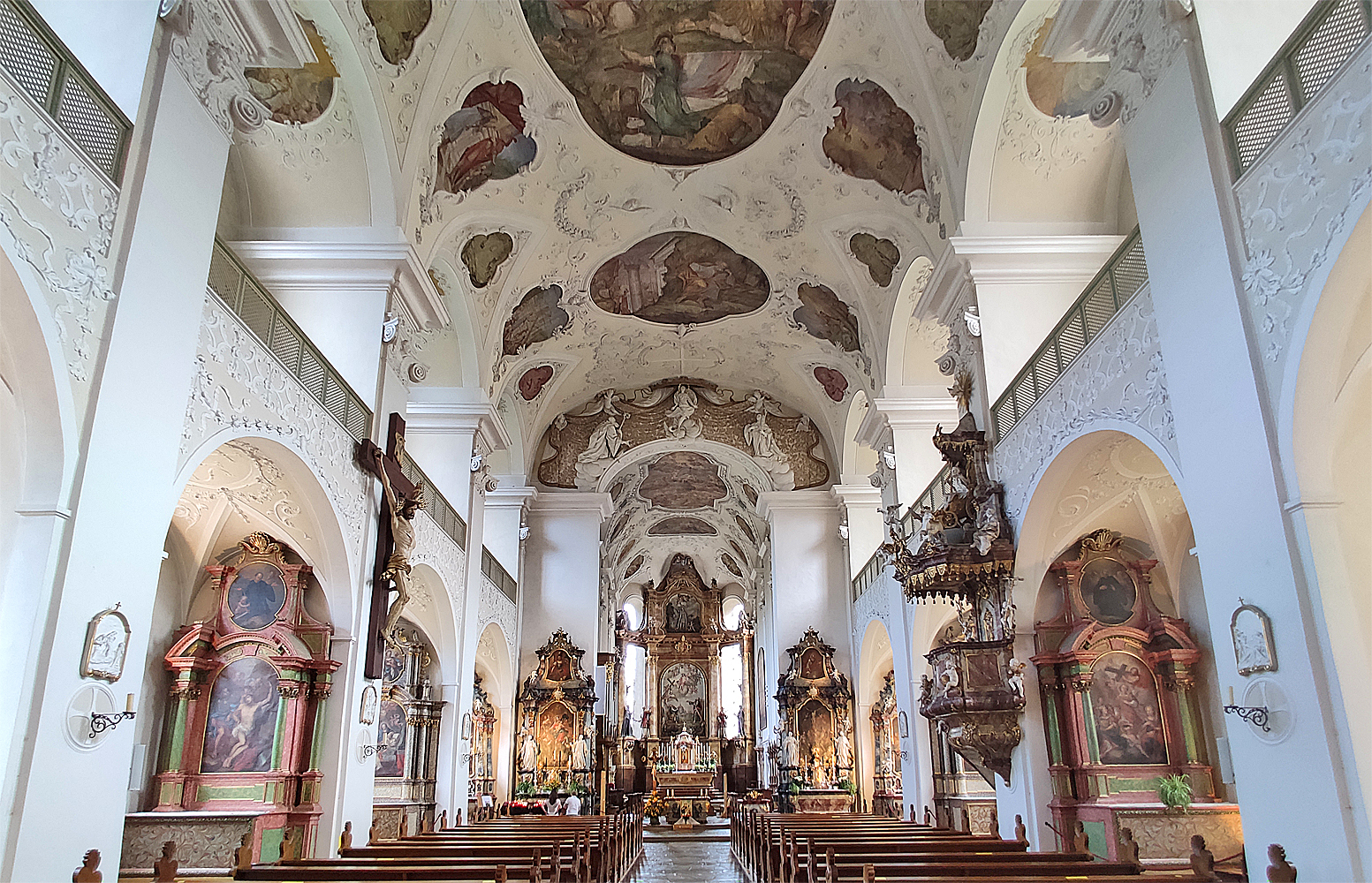
Innenansicht der ehemaligen Klosterkirche

Mehrere mittelalterliche Klosteranlagen/-kirchen sind bezeugt, so eine Erneuerung des Klosters 902 und dann wieder – nach einem Ungarneinfall im beginnenden 10. Jahrhundert (?) – vor 962. Die dreischiffige Basilika wurde um 1100 um ein Westwerk erweitert. Im 15. Jahrhundert entstanden neue Klausurgebäude und ein gotischer Langchor. Der Zerstörung der Klostergebäude während des Dreißigjährigen Krieges durch die Schweden im Jahr 1632 folgte ein zunächst provisorischer Wiederaufbau. Zwischen 1712 und 1722 wurde der gotische Chor neu eingewölbt und barock ausgestattet. Gleichzeitig wurde der Turm teilweise abgebrochen und neu errichtet. Im Anschluss daran bekam der Baumeister Peter Thumb den Auftrag, das Kirchenschiff zwischen dem nun bereits vorhandenen Turm und dem Chor neu zu errichten. Unter seiner Leitung entstand dort ein mit Wandpfeilern und Seitenkapellen gegliedertes Schiff, das mit einem elliptischen Gipsgewölbe überspannt ist. Es wurde 1727 eingeweiht. Die Fresken stammen von Francesco Antonio Giorgioli und aus der italienischen Exklave Campione kamen die beiden Stuckateure Michele Angelo de Prevosti und Carpoforo Caratti-Orsatti, mit welchen der Abt im September 1716 den Vertrag über die Stuckdekorationen schloss, die zart und feingliedrig ausgefallen sind. Das Kloster erteilte 1737 dem Baumeister Peter Thumb den Auftrag zur Neugestaltung der Kirchenfassade und des Klosters.

## Orgeln
Nach dem Vorbild der Orgel in Säckingen verpflichtete sich 1717 der Orgelmacher Joseph Schütt aus Laufenburg, eine Orgel mit 22 Registern zu bauen, die 1722 erstmals erklang. Diese Orgel wurde in der Folgezeit mehrfach abgebrochen und wieder aufgebaut. Um 1760 entstand das heute noch vorhandene prächtige Orgelgehäuse.
Die ehemalige Kloster- und heutige Pfarrkirche hat für die Kirchenmusik drei Instrumente zur Verfügung: die Hauptorgel, die Chororgel und eine mobile Truhenorgel.
- Die Hauptorgel auf der Empore verfügt über 38 Register auf drei Manualwerken und Pedal. Sie wurde 1963 von der Firma Johannes Klais Orgelbau als Opus 1261 in das vorhandene Orgelgehäuse eingebaut.[5] Sie hat folgende Disposition:

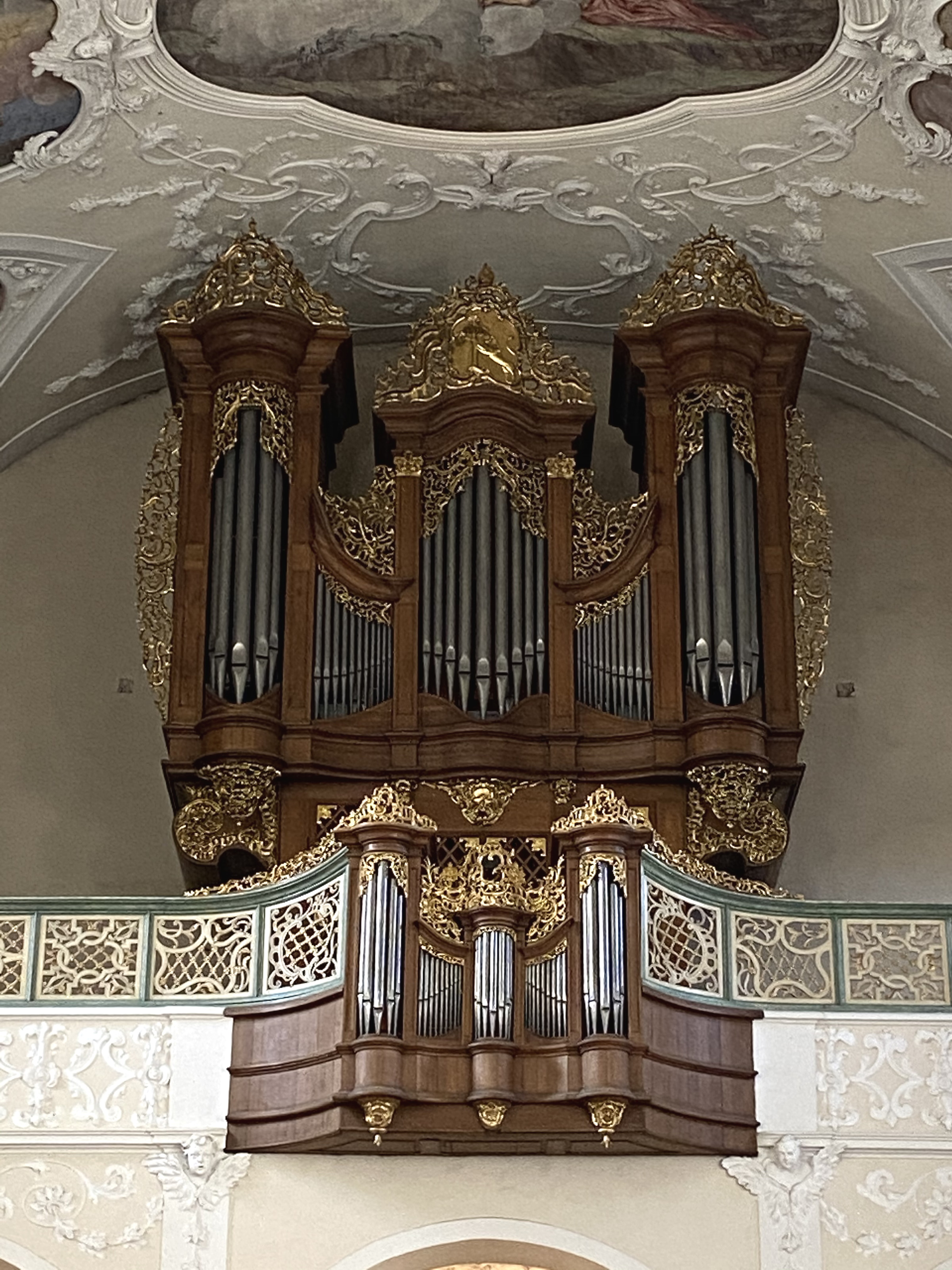
Hauptorgel St. Trudpert

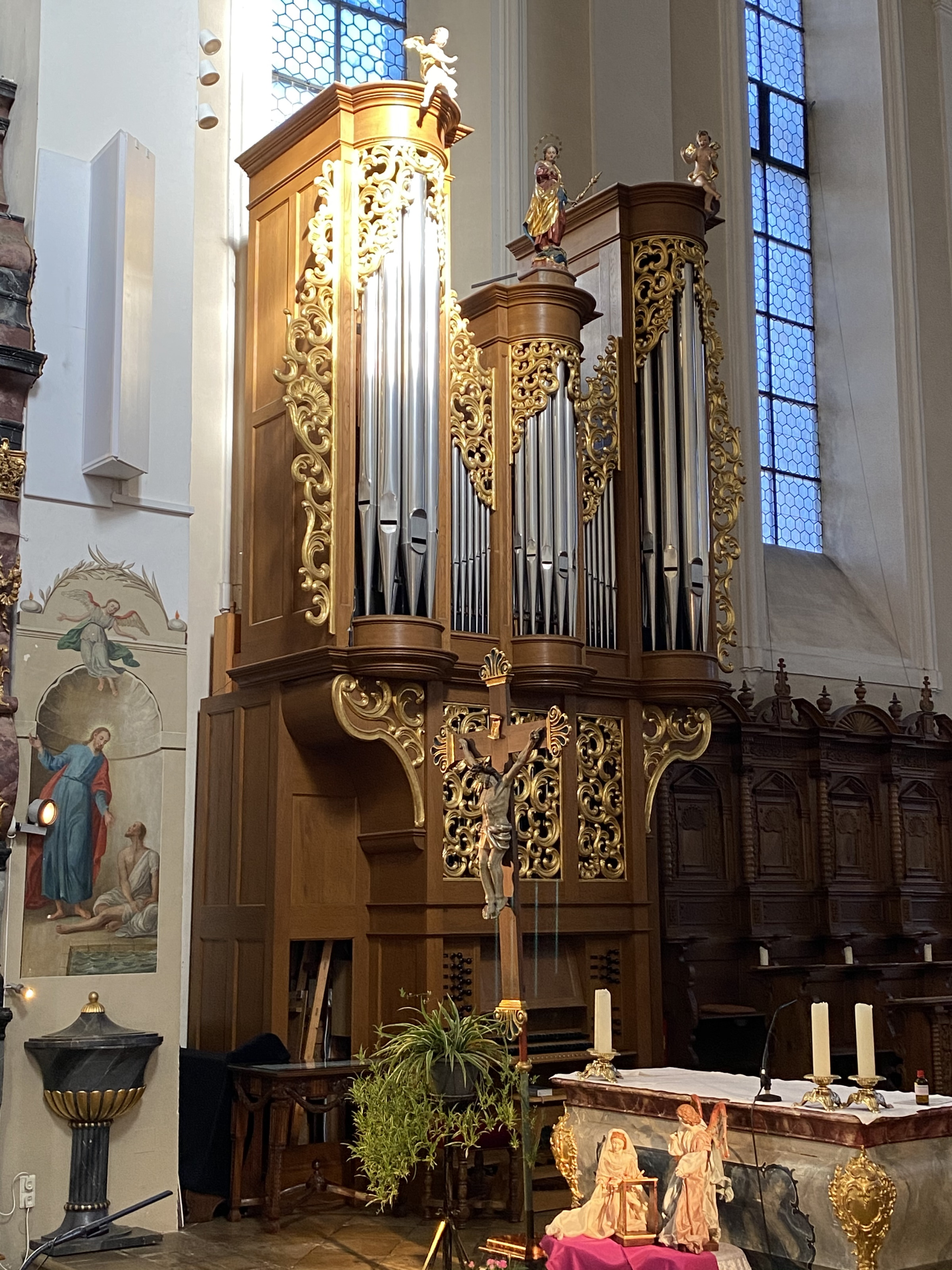
Chororgel Pfarrkirche

| I Rückpositiv C– |               |       |
| 1.               | Holz gedackt  | 8′    |
| 2.               | Prästant      | 4′    |
| 3.               | Principal     | 2′    |
| 4.               | Larigot       | 1 ⁄3′ |
| 5.               | Octävchen     | 1′    |
| 6.               | Cymbel II-III |       |
| 7.               | Krummhorn     | 8′    |
|                  | Tremulant     |       |

| II Hauptwerk C– |               |       |
| 8.              | Quintade      | 16′   |
| 9.              | Principal     | 8′    |
| 10.             | Holzflöte     | 8′    |
| 11.             | Spitz gedackt | 8′    |
| 12.             | Octav         | 4′    |
| 13.             | Rohrflöte     | 4′    |
| 14.             | Quinte        | 2 ⁄3′ |
| 15.             | Schwegel      | 2′    |
| 16.             | Acuta III     |       |
| 17.             | Mixtur IV     |       |
| 18.             | Cornett III   | 8′    |
| 19.             | Trompete      | 8′    |

| III Schwellwerk C– |                  |     |
| 20.                | Gamba            | 8′  |
| 21.                | Grob gedackt     | 8′  |
| 22.                | Principal        | 4′  |
| 23.                | Koppelflöte      | 4′  |
| 24.                | Blockflöte       | 2′  |
| 25.                | Sesquialter I-II |     |
| 26.                | Scharff III-IV   |     |
| 27.                | Dulcian          | 16′ |
| 28.                | Hautbois         | 8′  |
| 29.                | Zink             | 4′  |
|                    | Tremolo          |     |

| Pedalwerk C– |               |     |
| 30.          | Principal     | 16′ |
| 31.          | Subbass       | 16′ |
| 32.          | Octav         | 8′  |
| 33.          | Gemshorn      | 8′  |
| 34.          | Choralflöte   | 4′  |
| 35.          | Nachthorn     | 2′  |
| 36.          | Hintersatz IV |     |
| 37.          | Posaune       | 16′ |
| 38.          | Trompete      | 8′  |

Koppeln:  I/II, III/I, III/II, I/P, II/P, III/P
- Die Chororgel wurde 1988 von Egbert Pfaff aus Überlingen gebaut. Sie hat 19 Register auf zwei Manualen und Pedal und ist in der Nähe des Altars aufgestellt.
- Die Truhenorgel, 1998 erbaut von Orgelbau Hermann Weber, ist mit vier Registern auf einem Manual ohne Pedal ein kleines mobiles Instrument, das auch an anderen Orten eingesetzt werden kann.[6]

Die Klosterkirche der Josefsschwestern erhielt 1964, ebenfalls von Klais gebaut, eine Orgel mit 25 Registern auf zwei Manualen und Pedal.

## Glocken
Die ehemalige Kloster- und heutige Pfarrkirche enthält in ihrem massiven, in die Eingangsfassade integrierten Kirchturm mit Zwiebelhaube ein Glockengeläut mit sieben Kirchenglocken aus Bronze.
| Glocke | Gießer                           | Gussjahr | Durchmesser | Gewicht | Schlagton |
| ------ | -------------------------------- | -------- | ----------- | ------- | --------- |
| 1      | Karlsruher Glockengießerei       | 2000     | 1650 mm     | 2200 kg | h°-4      |
| 2      | H. Hamm, Frankenthal             | 1954     | 1315 mm     | 1200 kg | dis′-4    |
| 3      | H. Hamm, Frankenthal             | 1954     | 1105 mm     | 750 kg  | fis′-2    |
| 4      | H. Hamm, Frankenthal             | 1954     | 985 mm      | 490 kg  | gis′-2    |
| 5      | H. Hamm, Frankenthal             | 1954     | 880 mm      | 340 kg  | ais′-1    |
| 6      | Rosier od. Levécourt, Lothringen | 1656     | 755 mm      | 260 kg  | c″+1      |
| 7      | Karlsruher Glockengießerei       | 2000     | 720 mm      | 200 kg  | cis″+1    |

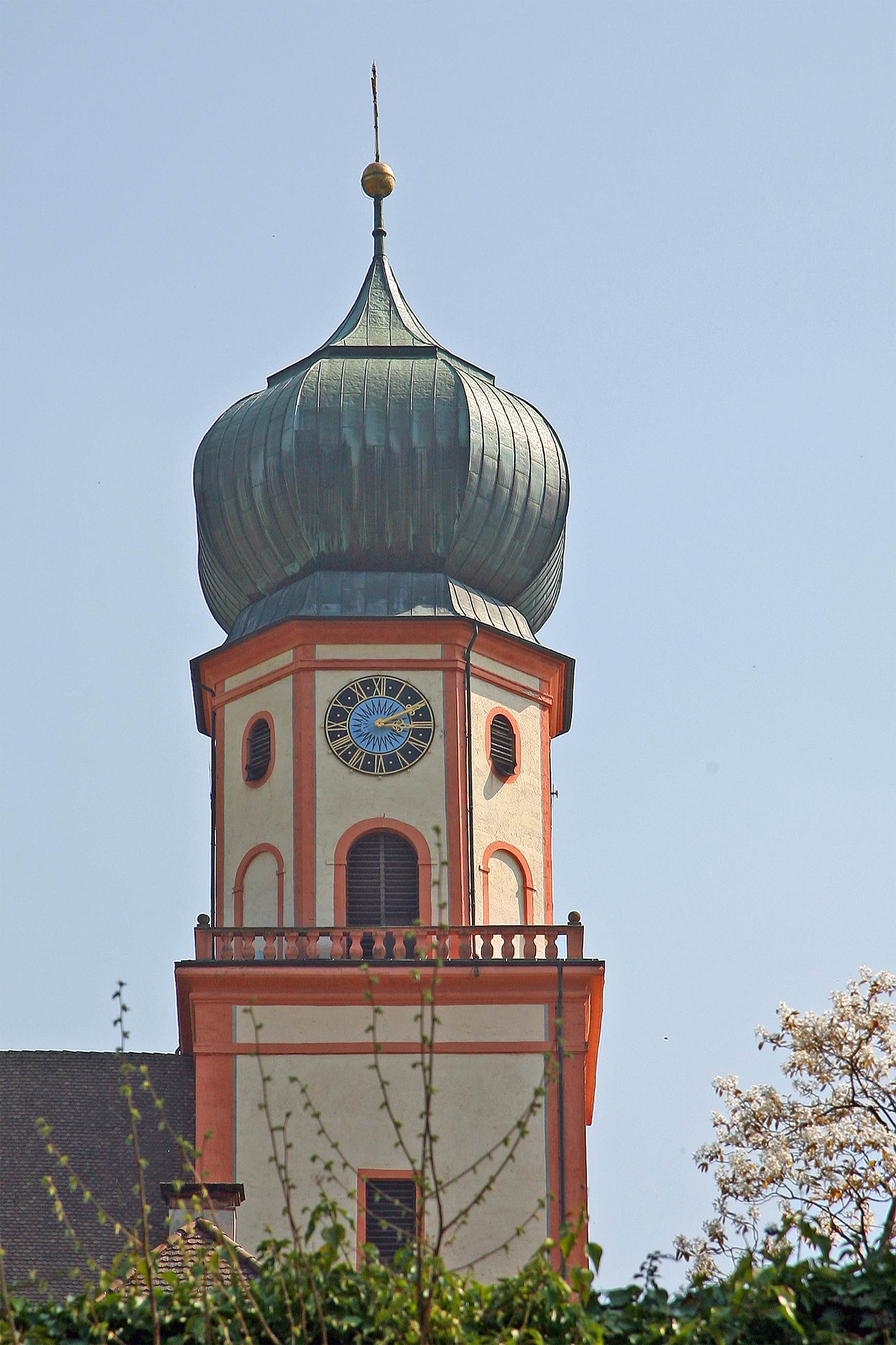
Achteckiges Glockengeschoss und Zwiebelhaube des Turms

Die Klosterkirche der Josefsschwestern enthält im Dachreiter auf der Kuppel zwei Glocken, die 1954 von Andreas Hamm in Frankental gegossen wurden. Die größere wiegt 648 kg und klingt auf den Schlagton es″-1, die kleinere mit einem Gewicht von 544 kg schlägt auf ges″±0.

## Klosterbibliothek
Noch aus der Mittelalterlichen Klosterbibliothek stammt eine Handschrift der zweiten Hälfte des 14. Jahrhunderts, die das St. Trudperter Hohelied enthält, das „erste Buch der deutschen Mystik“, einen niederalemannischen Text des 12. Jahrhunderts. Trotz des Namens wird die Entstehung des Hoheliedes heute aber nicht in St. Trudpert, sondern in der Benediktinerabtei Admont in der Steiermark vermutet.

## Ehemaliger Kirchenschatz
Die Benediktinerabtei besaß seit dem Mittelalter bedeutende Goldschmiedearbeiten. Von den Kreuzreliquiaren ist nur das ältere, Niellokreuz von St. Trudpert – entstanden wohl um 1175–1180 in Südwestdeutschland – am Ort und im Besitz der Pfarrgemeinde erhalten geblieben. Für eine Stiftung des silbernen Bildwerks durch einen Herren von Staufen spricht die einen Gottfried nennende Stifterinschrift, die gut auf den nach 1177 gestorbenen Gottfried von Staufen bezogen werden kann.
Das hochgotische, teilweise aus purem Gold gefertigte Vortragekreuz dagegen, das ebenfalls (bis 1875) zur Präsentation einer Kreuzreliquie diente, wurde wegen der drohenden Säkularisation des Klosters 1805 der Benediktinerabtei Mariastein/Schweiz übergeben, von der es 1874/1877 in die Kunstsammlung Basilewsky und von dort 1885 in die Eremitage (Sankt Petersburg) verkauft wurde, wo es sich bis heute befindet. Es entstand wohl in Freiburg um 1280, als das Kloster wohl schon unter habsburgische Schutzherrschaft gekommen war.
Der an ein dünnes Stabkreuz geheftete Kruzifixus wird von freistehenden, vollrunden Figuren der Maria und des Johannes begleitet. Die quadratischen Balkenenden zeigen den auferstandenen Christus, Ecclesia und Synagoge.
Über Basilewsky und die Eremitage kam auch ein mit filigranem Rankenwerk, niellierten Apostelfiguren und typologischen Szenen höchst aufwendig gearbeiteter romanischer Kelch mit Patene und zwei Saugröhrchen (Freiburg, um 1250) in den Kunsthandel und von dort 1947 in die Cloisters Collection des Metropolitan Museum of Art in New York.

## Äbte von St. Trudpert
Die folgende Aufstellung stützt sich hauptsächlich auf die Studien von Willibald Strohmeyer
| - Erchenbald (815) - Humbertus (Propst?, Abt?) (833 oder 878?) - Walderich (Abt) (902) - Adalbero (Propst) (968) - Eberhard (Abt) (1144–1156) - Rutger (1181) - Hugo (1184–1189?) - Heinrich I. (1186–1215) - Konrad (1216–1242) - Absolon (1242) - Werner I. (1246–1288) - Werner II. (1288–1302) - Bertold (1302–1310) - Heinrich II. (1310–1319) - Werner III. (1319–1354?) - Nikolaus I. (1363?–1384) - Diethelm von Staufen (1384–1410) - Ulrich (1411) - Konrad Löser (1412–1432) - Paul I. (1435–1455) - Nikolaus II. Zeller (1455–1483) - Rudolf Schmidlin (1484–1487) - Othmar Arnold (1487–1505) | - Ägidius (1505–1510) - Martin I. Gyr (1510–1526) - Martin II. Löffler (1529–1543) - Melchior Rebstock (1543–1565) - Georg Helle (1567–1573) - Jakob Watterdinger (1573–1594) - Georg Heilgard (1594–1596) - Johannes Erhard (1596–1598) - Thomas Füchslin (1598–1604) - Jakob Daigger (1604–1624) - Johannes Rösch (1628–1633) - Georg Garnet (1633–1665) - Roman Edel (1665–1694) - Augustin Sengler (1694–1731) - Franz Herrmann (1731–1737) - Cölestin Herrmann (1738–1749) - Columbanus Blonsche (1749–1757) - Paul Ehrhard (1757–1780) - Columban Christian (1780–1806), letzter Abt, ein Sohn des Johann Joseph Christian |